# UCP FM
UCP FM é uma emissora da rádio sediada em Petrópolis. Foi criada em 30 de abril de 1981, a rádio é parte de uma instituição tradicionalíssima na cidade: a Universidade Católica de Petrópolis, fundada em maio de 1953.
Não sendo, nos momentos iniciais, posteriores à sua criação, uma emissora comercial, teve inteira liberdade de colocar no ar uma programação alternativa, que não impôs ao ouvinte o que o mercado fonográfico exige das emissoras com fins lucrativos, inclusive musicas clássicas. Em 1982, a Rádio UCP foi destaque na Alemanha, ao realizar um programa especial comemorativo do sesquicentenário da morte de Johann Wolfang Goethe.
Visando atingir um público que frequenta ou que poderia frequentar sua universidade, a Universidade Católica de Petrópolis chegou a arrendar a UCP FM para a Rede Mix FM. No dia 2 de janeiro de 2006 a Mix estreou  na região serrana do Rio de Janeiro, ocorreu como consequência uma mudança radical na programação da Rádio UCP e segurou o “status” de única emissora do Rio afiliada da Mix no estado até a estreia da rede paulista na frequência 102.1 MHz da capital do estado. A nova programação não agradou aos tradicionais ouvintes, provocando reclamações e fazendo cair o índice de audiência, fato que levou à rescisão da parceria, em 1 de março de 2008. Logo depois, ao desfiliar-se da rádio da Mix, foi criada a nova UCP FM, só que com estilo pop, e alguns horários católicos.
Atualmente, sob a direção interina do Maestro Marcelo Vizani Calazans, toda estrutura artística da rádio feita pelos profissionais que a compõe, como  gravação e programação [Michel Pereira] Com mais de 27 anos de experiência,  parte Comercial e de Jornalismo [Eduardo Marques] com 6 anos e locução feita pelos profissionais com mais de 30 anos de experiência [Malu Maia, Mario Fernando e Maurício Pinheiro], sendo estruturada e pensada para continuar sendo um instrumento educativo e cultural. Voltada para um público A e B, a rádio UCP FM, traz na programação MPB, Sucessos nacionais e internacionais e flashbacks, além de notícias, e horários destinados ao publico católico.
Com seus estúdios localizados no centro de Petrópolis (RJ), tem uma grande área de abrangência que extrapolam os limites do território municipal petropolitano: Cidades da Baixada Fluminense, São Gonçalo e partes da cidades do Rio de Janeiro e Niterói, e pode ser ouvida por mais de 9 milhões de pessoas.[carece de fontes?]